# Sandillon
Sandillon is een gemeente in het Franse departement Loiret (regio Centre-Val de Loire). De plaats maakt deel uit van het arrondissement Orléans. Sandillon telde op 1 januari 2022 4.209 inwoners.

## Geografie
De oppervlakte van Sandillon bedroeg op 1 januari 2022 41,31 vierkante kilometer; de bevolkingsdichtheid was toen 101,9 inwoners per km².

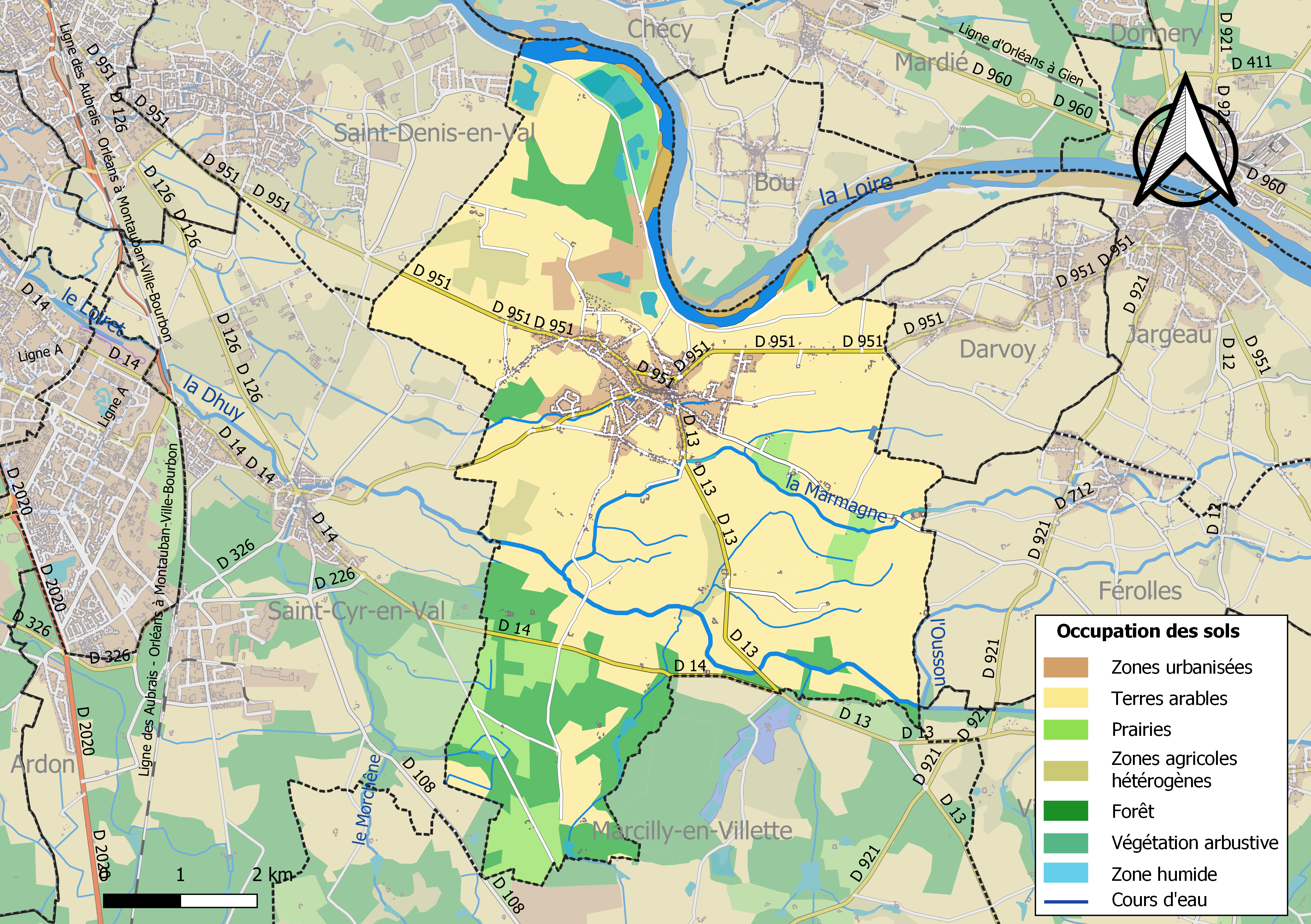
Kaart van de gemeente met de belangrijkste infrastructuur, bodemgebruik en omliggende gemeenten

## Demografie
Onderstaande figuur toont het verloop van het inwonertal (bron: INSEE-tellingen).